# Cinara carnica
Cinara carnica är en insektsart som beskrevs av Binazzi 1995. Cinara carnica ingår i släktet Cinara och familjen långrörsbladlöss. Inga underarter finns listade i Catalogue of Life.